# مشيمة ملتصقة
المشيمة الملتصقة ( بالإنكليزية Placenta accreta) هي اختلاط حاد ولادي تنطوي على ارتباط عميق شاذ للمشيمة يبطانة الرحم وإلى عضل الرحم (الطبقة المتوسطة لجدار الرحم). وهناك ثلاثة أشكال للمشيمة الملتصقة يمكن تمييزها بواسطة عمق الاختراق.
تنفصل المشيمة عادة عن الرحم بسهولة نسبيا، ولكن النساء اللائي يواجهن التصاق المشيمة أثناء الولادة يتعرضن لخطر النزيف أثناء استئصالها. وهذا يتطلب عادة عملية جراحية لوقف النزيف وإزالة المشيمة تماما، وفي أشكال شديدة من التصاق المشيمة يمكن أن تؤدي في كثير من الأحيان إلى استئصال الرحم و إلا ستكون مميتة.
إن المشيمة الملتصقة تصيب تقريبا واحدة من كل 2500 حالة حمل.

## عوامل الخطر
عامل الخطر الأهم للمشيمة الملتصقة هو المشيمة المنزاحة في وجود ندبة الرحم. المشيمة المنزاحة هي عامل خطر مستقل للمشيمة الملتصقة.
تشمل عوامل الخطر الاضافية عمر الأم، تكرر الولادات، عمليات جراحية في الرحم سابقة، كشط الرحم السابق، والتشعيع الرحمي، والاستئصال البطاني الرحمي، متلازمة أشرمان، الأورام العضلية في الرحم، تشوهات الرحم الخلقية، واضطرابات ارتفاع ضغط الدم من الحمل والتدخين.
يتزايد معدل حدوث الحالة عند وجود النسيج الندبي، أي متلازمة أشرمان، عادةً من جراحات الرحم السابقة، خاصةً توسيع وكحت الرحم، (الذي يستخدم في العديد من الحالات بما في ذلك الإجهاض، الإجهاض التلقائي، نزف ما بعد الولادة)، استئصال الورم الليفي الرحمي، أو الولادة القيصرية. يمكن أيضا أن يكون الغشاء الساقط الرقيق عاملا ًمساهماً في مثل الأرومة المغذية الغازية. تشير بعض الدراسات إلى أن معدل الإصابة أعلى عندما يكون الجنين أنثى.
عوامل الخطر الأخرى تشمل المشيمة المنخفضة، المشيمة الأمامية، انغراس المشيمة خارج الرحم.
النساء الحوامل اللواتي تجاوزن 35 سنة من العمر واللاتي خضعن لولادة قيصرية ولديهن الآن مشيمة منزاحة تغطي الندبة الرحمية لديهن فرصة بنسبة 40٪ لحدوث التصاق المشيمة.

## وصلات خارجية
- Placenta Accreta and Percreta: Sonographic, MRI, and Surgical Correlation at OBGYN.net
- Placenta Accreta at ForParentsByParents.com
- Placenta Accreta Diagnosis and Management at Expecting-Mums.com